# Ar-Rikka
Ar-Rikka (arab. الرقة) – miasto w Kuwejcie, w gubernatorstwie Al-Ahmadi. Według danych szacunkowych na rok 2007 liczy 56 554 mieszkańców. Ośrodek przemysłowy.